# Barleria villosa
Barleria villosa är en akantusväxtart som beskrevs av Spencer Le Marchant Moore. Barleria villosa ingår i släktet Barleria och familjen akantusväxter. Inga underarter finns listade i Catalogue of Life.